# Călin Popescu-Tăriceanu
Călin Popescu-Tăriceanu (Bukurešt, 14. siječnja 1952.) je rumunjski političar, premijer Rumunjske između 28. prosinca 2004. i 22. prosinca 2008., predsjednik Nacionalno-liberalne stranke od 2005. do 2009. Trenutačno je (od 2015.) predsjednik Saveza liberala i demokrata (ALDE), nastala spajanjem Liberalne reformske stranke s Konzervativnom strankom, koja je od 2016. članica vladine koalicije predvođene PSD-om. Također je predsjednik Senata od 2014. godine.